# Мартин Мериленд
Мартин Мериленд или Мартин 167 (енгл. Martin 167 Maryland) је био амерички лаки бомбардер и извиђачки авион из почетног периода Другог свјетског рата. Производила га је фабрика Мартин од 1939. до 1941.

## Развој
Авион је дизајниран као XA-22 нападни бомбардер за америчку војску - која га није прихватила. Међутим одмах долази до велике француске наруџбе (215), од којих је 75 стигло прије капитулације Француске.
Први лет прототипа је изведен 14. марта 1939. године, а авион је потом ушао у серијску производњу.
Произведено је укупно око 365 авиона.

## У борби
Француске бомбардерске ескадриле GB I/62 и I/63 су једине завршиле преобуку на Мериленд и извршиле низ успјешних мисија са најнижим постотком губитака (8%) од свих бомбардера у наоружању француског РВ. Неки преживјели авиони су пребјегли у РАФ, гдје завршава и остатак француске наруџбе. Остали француски примјерци су оперисали под Вишијском управом и нападали британска упоришта у Гибралтару, Сирији и Сјеверној Африци.
РАФ је користио Мериленде I и Мериленде II (са јачим моторима с турбопуњачима) углавном на Блиском истоку и Сјеверној Африци, док су неки авиони предати јужноафричком РВ и британском флотном ваздухопловству (Fleet Air Arm). 
Генерално говорећи, Мериленд се показао брзим и погодним за летење, али скученим и слабо наоружаним за одбрану од ловаца.

## Карактеристике
Врста авиона: 
- Први лет прототипа: 1939.

Димензије
- Аеропрофил крила:

Масе
Погонска група
- Мотори: два, Прат и Витни Р-1839 (Pratt & Whitney R-1830 "Twin Wasp"), 900 kW, 1,200 КС сваки
- Однос снага/тежина: 259

## Летне особине
- Највећа брзина: (прототип) 509 km/h, (I) 489km/h, (II) 451
- Радијус дејства:
- Највећи долет:
- Оперативни врхунац лета: 9,500
- Брзина пењања: 12

## Наоружање
- Стрељачко: 2 × .303 in (7.7 mm) M1919 Браунинг (Browning) митраљези
- Бомбе: до 907